# Manota acutangula
Manota acutangula är en tvåvingeart som beskrevs av Heikki Hippa 2006. Manota acutangula ingår i släktet Manota och familjen svampmyggor. Inga underarter finns listade i Catalogue of Life.